# Hesperochiron
- Commons
- Wikispecies

Hesperochiron é um gênero botânico pertencente à família Hydrophyllaceae.
1. ↑  «Hesperochiron — World Flora Online». www.worldfloraonline.org. Consultado em 19 de agosto de 2020